# Đội tuyển bóng đá nữ quốc gia Ấn Độ
Đội tuyển bóng đá nữ quốc gia Ấn Độ (tiếng Hindi: भारत की महिला राष्ट्रीय फुटबॉल टीम) do Liên đoàn bóng đá Ấn Độ (AIFF)  quản lý và đại diện cho Ấn Độ trong các giải đấu bóng đá nữ quốc tế.
Dưới quyền tài phán toàn cầu của FIFA và AFC , và Ấn Độ cũng là một phần của Liên đoàn bóng đá Nam Á (SAFF). Là một trong những đội mạnh nhất châu Á vào giữa những năm 1970 đến đầu những năm 1980.Đội tuyển bóng đá nữ quốc gia Ấn Độ vẫn chưa tham gia Giải vô địch bóng đá nữ thế giới và Thế vận hội Olympic. Thứ hạng hiện tại của đội theo Bảng xếp hạng nữ thế giới của FIFA là 57 và 11 trong số các quốc gia châu Á.

## Lịch sử
Huấn luyện viên đầu tiên của đội là Sushil Bhattacharya, người nắm quyền năm 1975. Đội giành hai lần giành vị trí á quân tại Giải vô địch bóng đá nữ châu Á vào các năm 1979 (sau Trung Hoa Đài Bắc) và 1983 (sau Thái Lan).

## Ban huấn luyện
Tính tới tháng 2 năm 2016 

| Tên            | Chức vụ                 |
| -------------- | ----------------------- |
| Sajid Dar      | Huấn luyện viên trưởng  |
| Maymol Rocky   | Trợ lý huấn luyện viên  |
| Ronibala Chanu | Huấn luyện viên thủ môn |
| Dipali Pandey  | Bác sĩ                  |
| Sapna Sapho    | Giám đốc                |
| Joseph Solomon | Giám đốc truyền thông   |

## Các đời huấn luyện viên trưởng
| Tên                    | Thời gian dẫn dắt | Trận | Thắng | Hòa | Thua | % thắng |
| ---------------------- | ----------------- | ---- | ----- | --- | ---- | ------- |
| Sushil Bhattacharya    | 1975–2005         | 35   | 16    | 3   | 16   | 45,71%  |
| Harjinder Singh        | 2005 –2010        | 9    | 2     | 0   | 7    | 22,22%  |
| Mohammad Shahid Jabbar | 2010–2013         | 21   | 19    | 1   | 1    | 90,47%  |
| Anadi Barua            | 2013–14           | 5    | 2     | 1   | 1    | 40%     |
| Tarun Roy              | 2014–15           | 8    | 6     | 0   | 2    | 75%     |
| Sajid Dar              | 2015-             | 14   | 7     | 3   | 6    | 50%     |
| Tổng                   | Tổng              | 90   | 52    | 8   | 29   | 57,78%  |

Tính tới 7 tháng 4 năm 2017

## Thành tích

### Giải vô địch bóng đá nữ thế giới
| Năm  | Kết quả                  | Vị trí                   | Tr                       | T                        | H*                       | B                        | BT                       | BB                       | HS                       |
| ---- | ------------------------ | ------------------------ | ------------------------ | ------------------------ | ------------------------ | ------------------------ | ------------------------ | ------------------------ | ------------------------ |
| 1991 | Không tham dự            | Không tham dự            | Không tham dự            | Không tham dự            | Không tham dự            | Không tham dự            | Không tham dự            | Không tham dự            | Không tham dự            |
| 1995 | Không tham dự            | Không tham dự            | Không tham dự            | Không tham dự            | Không tham dự            | Không tham dự            | Không tham dự            | Không tham dự            | Không tham dự            |
| 1999 | Không vượt qua vòng loại | Không vượt qua vòng loại | Không vượt qua vòng loại | Không vượt qua vòng loại | Không vượt qua vòng loại | Không vượt qua vòng loại | Không vượt qua vòng loại | Không vượt qua vòng loại | Không vượt qua vòng loại |
| 2003 | Không vượt qua vòng loại | Không vượt qua vòng loại | Không vượt qua vòng loại | Không vượt qua vòng loại | Không vượt qua vòng loại | Không vượt qua vòng loại | Không vượt qua vòng loại | Không vượt qua vòng loại | Không vượt qua vòng loại |
| 2007 | Không vượt qua vòng loại | Không vượt qua vòng loại | Không vượt qua vòng loại | Không vượt qua vòng loại | Không vượt qua vòng loại | Không vượt qua vòng loại | Không vượt qua vòng loại | Không vượt qua vòng loại | Không vượt qua vòng loại |
| 2011 | Không tham dự            | Không tham dự            | Không tham dự            | Không tham dự            | Không tham dự            | Không tham dự            | Không tham dự            | Không tham dự            | Không tham dự            |
| 2015 | Không vượt qua vòng loại | Không vượt qua vòng loại | Không vượt qua vòng loại | Không vượt qua vòng loại | Không vượt qua vòng loại | Không vượt qua vòng loại | Không vượt qua vòng loại | Không vượt qua vòng loại | Không vượt qua vòng loại |
| 2019 | Không vượt qua vòng loại | Không vượt qua vòng loại | Không vượt qua vòng loại | Không vượt qua vòng loại | Không vượt qua vòng loại | Không vượt qua vòng loại | Không vượt qua vòng loại | Không vượt qua vòng loại | Không vượt qua vòng loại |
| 2023 | Rút lui                  | Rút lui                  | Rút lui                  | Rút lui                  | Rút lui                  | Rút lui                  | Rút lui                  | Rút lui                  | Rút lui                  |
| 2027 | Chưa xác định            | Chưa xác định            | Chưa xác định            | Chưa xác định            | Chưa xác định            | Chưa xác định            | Chưa xác định            | Chưa xác định            | Chưa xác định            |
| Tổng | 0/9                      | -                        | -                        | -                        | -                        | -                        | -                        | -                        | -                        |

*Tính cả các trận hòa phải giải quyết bằng luân lưu 11m.

### Cúp bóng đá nữ châu Á
| Năm  | Kết quả                                                                                         | Tr                                                                                              | T                                                                                               | H*                                                                                              | B                                                                                               | BT                                                                                              | BB                                                                                              | HS                                                                                              |
| ---- | ----------------------------------------------------------------------------------------------- | ----------------------------------------------------------------------------------------------- | ----------------------------------------------------------------------------------------------- | ----------------------------------------------------------------------------------------------- | ----------------------------------------------------------------------------------------------- | ----------------------------------------------------------------------------------------------- | ----------------------------------------------------------------------------------------------- | ----------------------------------------------------------------------------------------------- |
| 1975 | Không tham dự                                                                                   | Không tham dự                                                                                   | Không tham dự                                                                                   | Không tham dự                                                                                   | Không tham dự                                                                                   | Không tham dự                                                                                   | Không tham dự                                                                                   | Không tham dự                                                                                   |
| 1977 | Không tham dự                                                                                   | Không tham dự                                                                                   | Không tham dự                                                                                   | Không tham dự                                                                                   | Không tham dự                                                                                   | Không tham dự                                                                                   | Không tham dự                                                                                   | Không tham dự                                                                                   |
| 1979 | Á quân                                                                                          | 7                                                                                               | 4                                                                                               | 2                                                                                               | 1                                                                                               | 8                                                                                               | 3                                                                                               | +5                                                                                              |
| 1981 | Hạng ba                                                                                         | 5                                                                                               | 3                                                                                               | 1                                                                                               | 1                                                                                               | 15                                                                                              | 1                                                                                               | +14                                                                                             |
| 1983 | Á quân                                                                                          | 6                                                                                               | 4                                                                                               | 0                                                                                               | 2                                                                                               | 11                                                                                              | 5                                                                                               | +6                                                                                              |
| 1986 | Không tham dự                                                                                   | Không tham dự                                                                                   | Không tham dự                                                                                   | Không tham dự                                                                                   | Không tham dự                                                                                   | Không tham dự                                                                                   | Không tham dự                                                                                   | Không tham dự                                                                                   |
| 1989 | Không tham dự                                                                                   | Không tham dự                                                                                   | Không tham dự                                                                                   | Không tham dự                                                                                   | Không tham dự                                                                                   | Không tham dự                                                                                   | Không tham dự                                                                                   | Không tham dự                                                                                   |
| 1991 | Không tham dự                                                                                   | Không tham dự                                                                                   | Không tham dự                                                                                   | Không tham dự                                                                                   | Không tham dự                                                                                   | Không tham dự                                                                                   | Không tham dự                                                                                   | Không tham dự                                                                                   |
| 1993 | Không tham dự                                                                                   | Không tham dự                                                                                   | Không tham dự                                                                                   | Không tham dự                                                                                   | Không tham dự                                                                                   | Không tham dự                                                                                   | Không tham dự                                                                                   | Không tham dự                                                                                   |
| 1995 | Vòng bảng                                                                                       | 3                                                                                               | 0                                                                                               | 0                                                                                               | 3                                                                                               | 3                                                                                               | 12                                                                                              | −9                                                                                              |
| 1997 | Vòng bảng                                                                                       | 3                                                                                               | 2                                                                                               | 0                                                                                               | 1                                                                                               | 13                                                                                              | 1                                                                                               | +12                                                                                             |
| 1999 | Vòng bảng                                                                                       | 4                                                                                               | 1                                                                                               | 0                                                                                               | 3                                                                                               | 3                                                                                               | 12                                                                                              | −9                                                                                              |
| 2001 | Vòng bảng                                                                                       | 4                                                                                               | 1                                                                                               | 0                                                                                               | 3                                                                                               | 3                                                                                               | 13                                                                                              | −10                                                                                             |
| 2003 | Vòng bảng                                                                                       | 3                                                                                               | 1                                                                                               | 0                                                                                               | 2                                                                                               | 7                                                                                               | 14                                                                                              | −7                                                                                              |
| 2006 | Không vượt qua vòng loại                                                                        | Không vượt qua vòng loại                                                                        | Không vượt qua vòng loại                                                                        | Không vượt qua vòng loại                                                                        | Không vượt qua vòng loại                                                                        | Không vượt qua vòng loại                                                                        | Không vượt qua vòng loại                                                                        | Không vượt qua vòng loại                                                                        |
| 2008 | Không vượt qua vòng loại                                                                        | Không vượt qua vòng loại                                                                        | Không vượt qua vòng loại                                                                        | Không vượt qua vòng loại                                                                        | Không vượt qua vòng loại                                                                        | Không vượt qua vòng loại                                                                        | Không vượt qua vòng loại                                                                        | Không vượt qua vòng loại                                                                        |
| 2010 | Không tham dự                                                                                   | Không tham dự                                                                                   | Không tham dự                                                                                   | Không tham dự                                                                                   | Không tham dự                                                                                   | Không tham dự                                                                                   | Không tham dự                                                                                   | Không tham dự                                                                                   |
| 2014 | Không vượt qua vòng loại                                                                        | Không vượt qua vòng loại                                                                        | Không vượt qua vòng loại                                                                        | Không vượt qua vòng loại                                                                        | Không vượt qua vòng loại                                                                        | Không vượt qua vòng loại                                                                        | Không vượt qua vòng loại                                                                        | Không vượt qua vòng loại                                                                        |
| 2018 | Không vượt qua vòng loại                                                                        | Không vượt qua vòng loại                                                                        | Không vượt qua vòng loại                                                                        | Không vượt qua vòng loại                                                                        | Không vượt qua vòng loại                                                                        | Không vượt qua vòng loại                                                                        | Không vượt qua vòng loại                                                                        | Không vượt qua vòng loại                                                                        |
| 2022 | Vượt qua vòng loại với tư cách chủ nhà, nhưng phải bỏ cuộc giữa chừng do ảnh hưởng bởi COVID-19 | Vượt qua vòng loại với tư cách chủ nhà, nhưng phải bỏ cuộc giữa chừng do ảnh hưởng bởi COVID-19 | Vượt qua vòng loại với tư cách chủ nhà, nhưng phải bỏ cuộc giữa chừng do ảnh hưởng bởi COVID-19 | Vượt qua vòng loại với tư cách chủ nhà, nhưng phải bỏ cuộc giữa chừng do ảnh hưởng bởi COVID-19 | Vượt qua vòng loại với tư cách chủ nhà, nhưng phải bỏ cuộc giữa chừng do ảnh hưởng bởi COVID-19 | Vượt qua vòng loại với tư cách chủ nhà, nhưng phải bỏ cuộc giữa chừng do ảnh hưởng bởi COVID-19 | Vượt qua vòng loại với tư cách chủ nhà, nhưng phải bỏ cuộc giữa chừng do ảnh hưởng bởi COVID-19 | Vượt qua vòng loại với tư cách chủ nhà, nhưng phải bỏ cuộc giữa chừng do ảnh hưởng bởi COVID-19 |
| 2026 | Vượt qua vòng loại                                                                              | Vượt qua vòng loại                                                                              | Vượt qua vòng loại                                                                              | Vượt qua vòng loại                                                                              | Vượt qua vòng loại                                                                              | Vượt qua vòng loại                                                                              | Vượt qua vòng loại                                                                              | Vượt qua vòng loại                                                                              |
| Tổng | 10/20                                                                                           | 35                                                                                              | 16                                                                                              | 3                                                                                               | 16                                                                                              | 63                                                                                              | 61                                                                                              | 2                                                                                               |

*Tính cả các trận hòa phải giải quyết bằng luân lưu 11m.

### Á Vận Hội
| Năm       | Thành tích    | Thứ hạng        | Pld           | W             | D*            | L             | GF            | GA            | GD            |
| --------- | ------------- | --------------- | ------------- | ------------- | ------------- | ------------- | ------------- | ------------- | ------------- |
| 1990      | Không tham dự | Không tham dự   | Không tham dự | Không tham dự | Không tham dự | Không tham dự | Không tham dự | Không tham dự | Không tham dự |
| 1994      | Không tham dự | Không tham dự   | Không tham dự | Không tham dự | Không tham dự | Không tham dự | Không tham dự | Không tham dự | Không tham dự |
| 1998      | Vòng bảng     | 8th             | 3             | 0             | 0             | 3             | 1             | 36            | -35           |
| 2002      | Không tham dự | Không tham dự   | Không tham dự | Không tham dự | Không tham dự | Không tham dự | Không tham dự | Không tham dự | Không tham dự |
| 2006      | Không tham dự | Không tham dự   | Không tham dự | Không tham dự | Không tham dự | Không tham dự | Không tham dự | Không tham dự | Không tham dự |
| 2010      | Không tham dự | Không tham dự   | Không tham dự | Không tham dự | Không tham dự | Không tham dự | Không tham dự | Không tham dự | Không tham dự |
| 2014      | Vòng bảng     | 9th             | 3             | 1             | 0             | 2             | 15            | 20            | -5            |
| 2018      | Không tham dự | Không tham dự   | Không tham dự | Không tham dự | Không tham dự | Không tham dự | Không tham dự | Không tham dự | Không tham dự |
| 2022      | Vòng bảng     | 13th            | 2             | 0             | 0             | 2             | 1             | 3             | -2            |
| 2026      | Chưa xác định | Chưa xác định   | Chưa xác định | Chưa xác định | Chưa xác định | Chưa xác định | Chưa xác định | Chưa xác định | Chưa xác định |
| 2030      | Chưa xác định | Chưa xác định   | Chưa xác định | Chưa xác định | Chưa xác định | Chưa xác định | Chưa xác định | Chưa xác định | Chưa xác định |
| 2034      | Chưa xác định | Chưa xác định   | Chưa xác định | Chưa xác định | Chưa xác định | Chưa xác định | Chưa xác định | Chưa xác định | Chưa xác định |
| Tổng cộng | 3/9           | 3 lần vòng bảng | 8             | 1             | 0             | 7             | 17            | 59            | -42           |

*Tính cả các trận hòa phải giải quyết bằng luân lưu 11m.

### Giải vô địch nữ Nam Á
Ấn Độ đã bốn lần vô địch Giải vô địch bóng đá nữ Nam Á liên tiếp.
| Năm  | Kết quả | Tr | T  | H | B | BT  | BB | HS  |
| ---- | ------- | -- | -- | - | - | --- | -- | --- |
| 2010 | Vô địch | 5  | 5  | 0 | 0 | 40  | 0  | 40  |
| 2012 | Vô địch | 5  | 5  | 0 | 0 | 33  | 1  | 32  |
| 2014 | Vô địch | 5  | 5  | 0 | 0 | 36  | 1  | 35  |
| 2016 | Vô địch | 4  | 3  | 1 | 0 | 11  | 3  | 8   |
| 2019 | Vô địch | 4  | 4  | 0 | 0 | 18  | 1  | 17  |
| Tổng | 5/5     | 23 | 22 | 1 | 0 | 138 | 6  | 132 |

### Đại hội Thể thao Nam Á
Ấn Độ đã hai lần vô địch Đại hội Thể thao Nam Á.
| Năm  | Kết quả | Tr | T | H | B | BT | BB | HS |
| ---- | ------- | -- | - | - | - | -- | -- | -- |
| 2010 | Vô địch | 5  | 5 | 0 | 0 | 29 | 2  | 27 |
| 2016 | Vô địch | 5  | 3 | 2 | 0 | 14 | 1  | 13 |
| Tổng | 2/2     | 10 | 8 | 2 | 0 | 43 | 3  | 40 |